# Hynobius hirosei
La salamandra de  Ishizuchi (Hynobius hirosei) es una especie de anfibio caudado de la familia Hynobiidae. Es endémica del Japón. Su hábitat natural son los bosques templados y los ríos y marismas. Se encuentra al sur de la isla de Shikoku.